# Palabra de mujer (canción)
Palabra de mujer es una canción de la cantante Mónica Naranjo. Es una versión del tema original de Donna Summer "
MacArthur Park.
Desde que Mónica Naranjo empezó a ofrecer sus primeros conciertos en 1995, iniciaba sus shows con esta versión adaptada al castellano por José Manuel Navarro. La canción iba a ser incluida originalmente en el álbum Palabra de mujer, pero se descartó su inclusión en el álbum a favor del tema Pantera en libertad, por lo que no se llegó a grabar la versión en estudio.
Durante las primeras fechas del espectáculo "Mónica al desnudo", se obsequió a los asistentes con un CD de edición limitada con la versión en estudio del tema (realizada en 2019 junto a su equipo habitual). Se trata de un objeto exclusivo para coleccionistas que sólo se pudo adquirir en ese evento.

## Versiones

### Estudio
- Álbum Versión — 6:44

### Directo
- Versión Mónica Naranjo Tour
- Versión Tour Palabra de Mujer
- Versión Mónica al desnudo